# Machine Gun Kelly (zenész)
Colson Baker (Houston, 1990. április 22. –), művésznevén Machine Gun Kelly (MGK) amerikai énekes, rapper, zenész, dalszerző és színész. Hat stúdióalbumot adott ki karrierje során. Színészi karrierjét 2014-ben a Beyond the Lights romantikus drámában és többször is szerepelt a Roadies sorozatban, 2016-ban.
2006-ban adta ki első mixtape-ét, 17 évesen, amelyet négy további követett. 2011-ben kötött szerződést a Bad Boy és az Interscope Records kiadókkal. A Lace Up stúdióalbuma 2012 októberében jelent meg és negyedik helyen debütált a Billboard 200-on, 178 ezer eladott példánnyal.
2015 elején Baker kiadta a Till I Die és A Little More kislemezeit a második stúdióalbumáról, a General Admission-ről, amely azon év októberében jelent meg és negyedik helyen debütált az Egyesült Államokban. A harmadik stúdióalbuma, a Bloom 2017. május 12-én jelent meg és szerepelt rajta a Bad Things Camila Cabelloval, amely a negyedik helyig jutott a Billboard Hot 100-on, ezzel a rapper legsikeresebb kislemeze lett. A negyedik albuma, a Hotel Diablo 2019-ben jelent meg, olyan kislemezeket követően, mint a Hollywood Whore, az El Diablo és az I Think I'm Okay (Yungbluddal és Travis Barkerrel). A Tickets to My Downfall 2020. szeptember 25-én jelent meg, a zenész első albuma volt, amely pop-punk stílusban íródott.

## Korai évek
Colson Baker 1990. április 22-én született Houstonban, misszionárius szülők gyermekeként. Családja sok helyen lakott, utazott a világ körül. Baker élt többek között Egyiptomban, Németországban, illetve az Egyesült Államokon belül Chicagóban, Denverben és Clevelandben. Denverben telepedett le apjával, miután anyja elhagyta a családot. Hatodik osztályos korában kezdett el rapet hallgatni, kedvenc előadói Ludacris, Eminem és DMX voltak.
Apjának távozása után Baker elhagyta az iskolát. 2005-ben apja visszatért, hogy elvigye Kuvaitba, de végül újra Clevelandben kötöttek ki, ahol Baker a Shaker Heights középiskolába járt.

## Zenei karrier

### 2006-2010: Karrier kezdete
Karrierje kezdetén Baker otthoni stúdiójában vett fel dalokat, amelynek a Rage Cage nevet adta. 2007-ben adta ki első mixtape-jét, a Stamp of Approval -t, majd 2009-ben a Homecoming-ot. 2010. februárjában kiadta 100 Words and Running mixtape-jét. Annak ellenére, hogy egyre ismertebb lett, továbbra is a Chipotle étteremláncnál dolgozott, hogy tudja fizetni lakbérjét.

### 2010-2012: Lemezszerződés és aLace Up
2010 májusában kiadta első kislemezét, az Alice in Wonderland-et, amelyért elnyerte a Best Midwest Artist díjat a 2010-es Underground Music Awards-on és a dal videóklipje elnyerte a Legjobb videóklip díjat a 2010-es Ohio Hip-Hop Awards díjátadón. 2010 novemberében adta ki a Lace Up mixtape-et, amelyen szerepelt a Cleveland című szám, amelyet a Cleveland Cavaliers kosárlabdacsapat meccsei előtt játszottak. 2011-ben szerepelt az XXL magazinban.

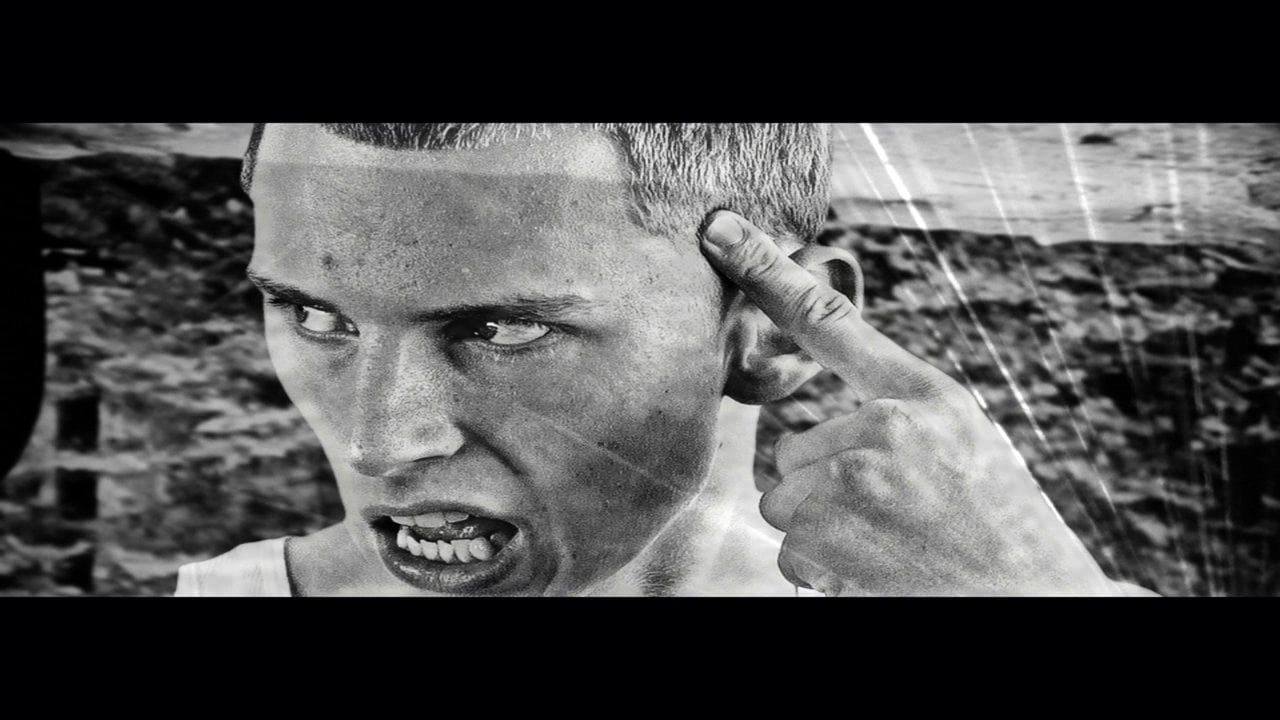
Jelenet MGK, Alice in Wonderland videóklipjéből, amely díjat is nyert a rappernek

2011 márciusában Baker részt vett az első SXSW koncerten Austinban, Texasban, amely után Sean Combs ajánlott neki egy szerződést a Bad Boy Records-szal (amely az Interscope alá tartozik).
Baker bejelentette, hogy debütáló albumának címe Lace Up lesz és 2012. október 9-én jelent volna meg. A Wild Boy volt az album első kislemeze és 98. helyig jutott a Billboard Hot 100-on és arany minősítést kapott az Amerikai Hanglemezgyártók Szövetségétől (RIAA). Az Invincible című száma betétdala volt a HTC egy reklámjának és a WrestleMania XXVIII hivatalos dala volt. 2011. december 14-én megkapta a Hottest Breakthrough MC of 2011 címet az MTV-től. 2012-ben elnyerte a Breaking Woodie díjat at MTVu díjátadón. 2012-ben az XXL magazin címlapján szerepelt a Top 10 Freshmen lista részeként Macklemore, French Montana, Hopsin, Danny Brown, Iggy Azalea, Roscoe Dash, Future, Don Trip és Kid Ink társaságában. 2012 augusztusában kiadta az EST 4 Life mixtape-et.

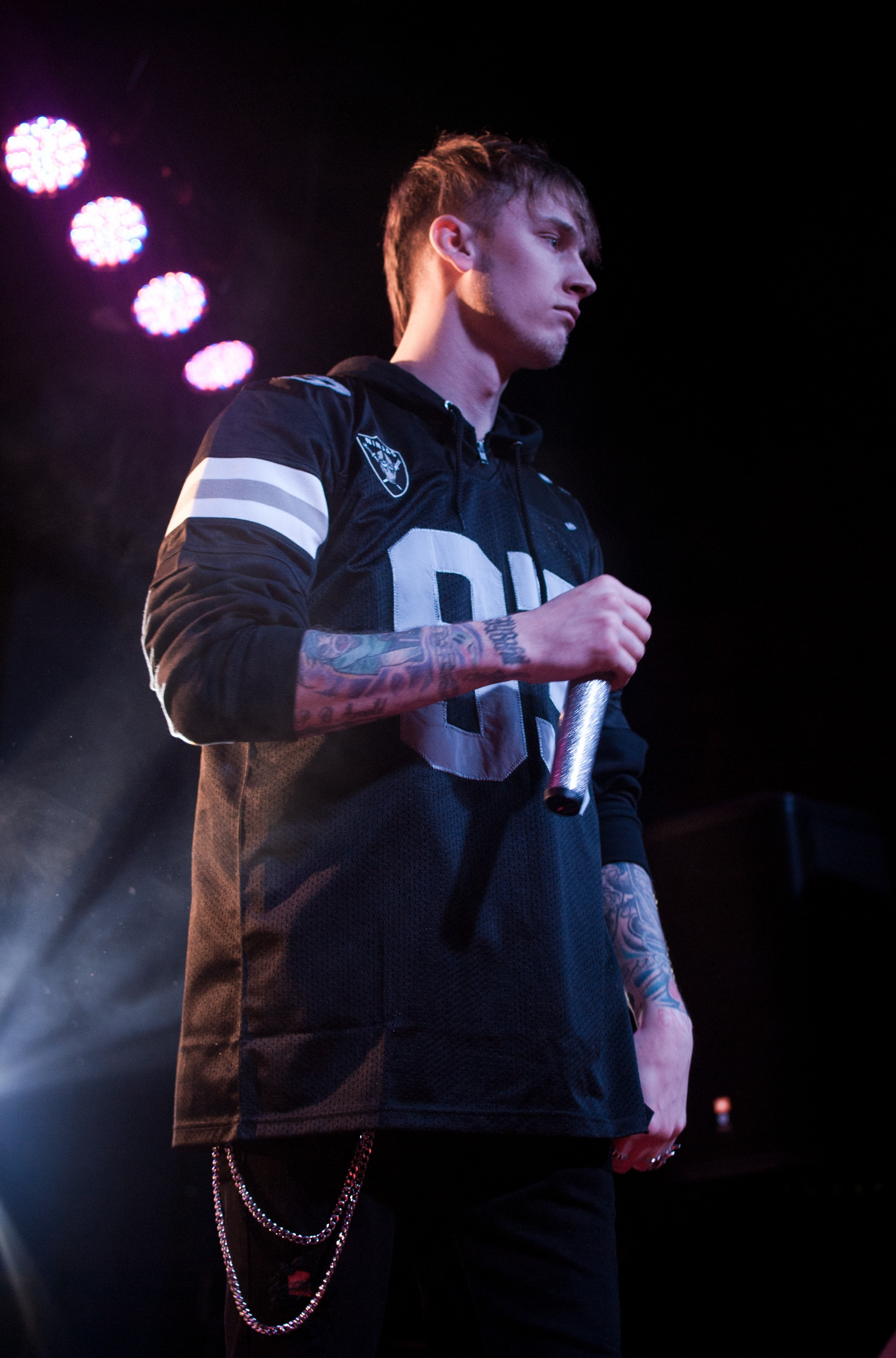
Machine Gun Kelly 2013-ban, egy koncertje közben

A Lace Up 2012. október 9-én jelent meg. Az albumon közreműködött Bun B, Cassie, DMX, Ester Dean, Lil Jon, Tech N9ne, Twista, Waka Flocka Flame, Young Jeezy és Dub-O. Az album negyedik helyen debütált a Billboard 200-on, 57 ezer eladott példánnyal az első héten. 2015 szeptemberéig 263 ezer darabot adtak el az albumból.

### 2012–2016:Black Flagés aGeneral Admission
2012 elején Baker bejelentette, hogy meg fog jelentetni egy új mixtape-et. Pusha T és Meek Mill voltak az első bejelentett közreműködők és szerepeltek a Pe$o című dalon. Baker később elmondta, hogy Wiz Khalifa is szerepelni fog az albumon. 2013. február 18-án bejelentette a mixtape címét és annak albumborítóját. Június 26-án bejelentés nélkül adta ki a Black Flag-et. A mictape-en közreműködött French Montana, Kellin Quinn, Dub-O, Sean McGee és Tezo.
A mixtape megjelenése után Baker elkezdett dolgozni második stúdióalbumán, amely 2015-ben jelent volna meg. 2015. január 5-én adta ki a Till I Die című dalát, amelyhez egy videóklip is megjelent. A 2015 májusában kiadott A Little More kislemezén énekelt Victoria Monet is. Június 25-én jelentette be az album címét, és azt, hogy 2015 szeptemberében fog megjelenni.

### 2016-2018:BloomésBinge
Februárban a Baker megjelent a Fastlane-en, amelyet a Quicken Loans Arénában rendeztek, Clevelandben. Baker 2016 végén kiadta a Bad Things kislemezt Camila Cabelloval, amely negyedik helyt ért el a Billboard Hot 100-on.

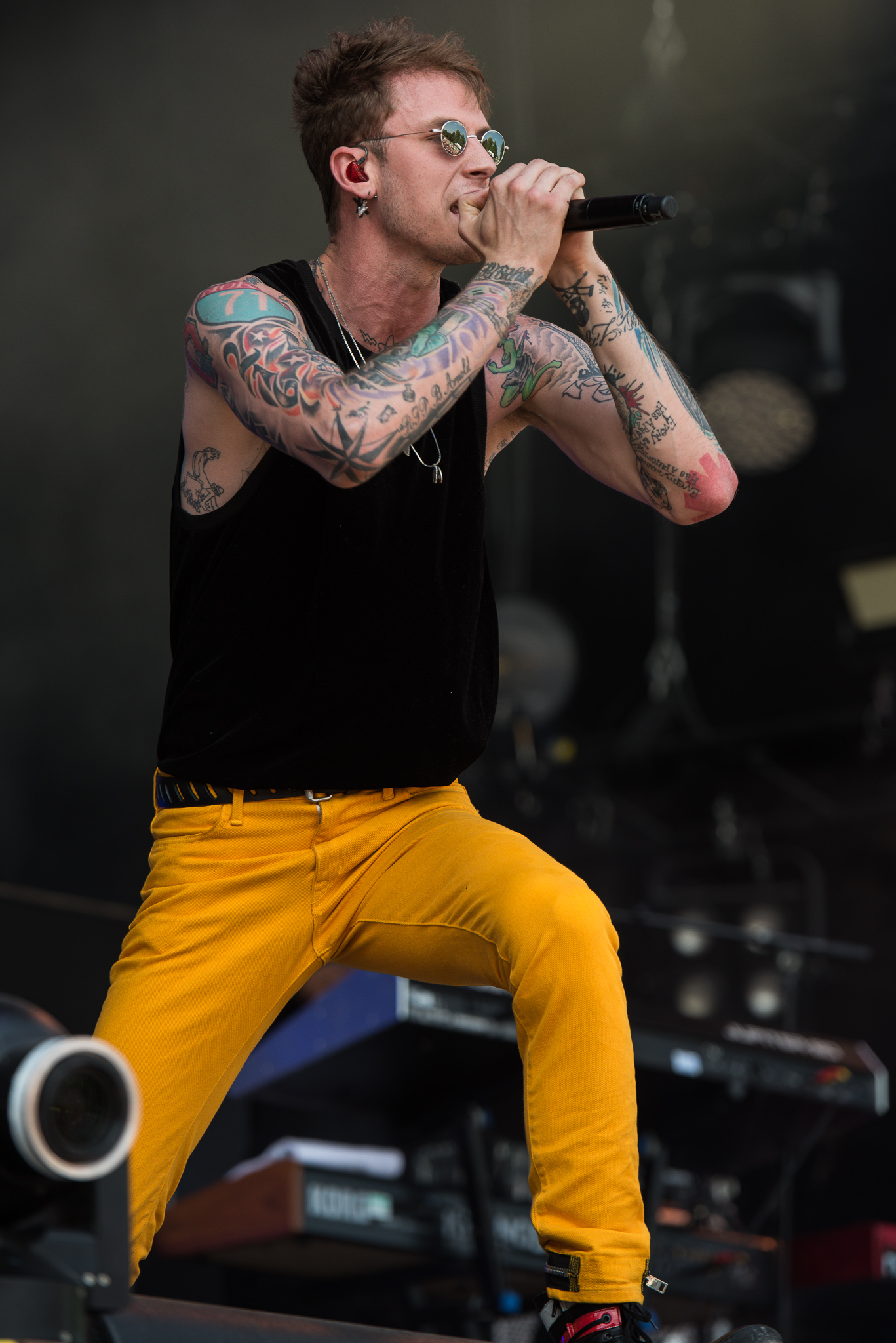
MGK a 2017-es RiP Fesztiválon

Baker nyitóelőadó lett volna a Linkin Park Észak-Amerikai turnéján, mielőtt azt lemondták az együttes frontemberének, Chester Benningtonnak öngyilkosságát követően. Baker ezt követően feldolgozta az együttes Numb című dalát és kiadta annak akusztikus verzióját.
2018. szeptember 3-án kiadta a Rap Devil című dalát, amely egy válasz volt Eminem Not Alike (Kamikaze) számára. A cím a missouri-i rapper Rap God kislemezére utal. A dalon Baker azzal vádolta Eminemet, hogy megpróbálta félrevezetni és tönkretenni karrierjét, azt követően, hogy MGK 2012-ben a rapper tizenéves lányának, Hailienek szépségét dicsérte (Kelly ekkor 22, Hailie 16 éves volt). A Rap Devil az iTunes slágerlista élére került 2018. szeptember 10-én. 2018. szeptember 14-én Eminem, saját, Killshot című számával válaszolt.
2018. szeptember 21-én Baker kiadta a Binge című középlemezét, amely 24. helyig jutott a Billboard 200-on.

### 2019-napjainkig: aHotel Diabloés aTickets to My Downfall
Az első kislemez Baker Hotel Diablo albumáról, a Hollywood Whore 2019. május 17-én jelent meg. A második kislemezt, az El Diablo-t pedig 2019. május 31-én adták ki. Következő kislemezén Yungbluddal és Travis Barkerrel együtt dolgozott és az I Think I'm Okay címet kapta. A Hotel Diablo 2019. július 5-én jelent meg és július 9-én megjelentetett egy videóklipet a Candy című számához, amelyet Trippie Reddel készített. Az utolsó kislemezt, a Glass House-t (Naomi Wilddal) ugyanazon napon adta ki. Az album ötödik helyen debütált a Billboard 200-on.
2020. január 14-én bejelentette következő projektjének címét, amely egy pop-punk album lesz, Travis Barker produceri munkájával. Az album címe Tickets to My Downfall lett és 2020. szeptember 25-én jelent meg. Három kislemezt jelentetett meg róla, a Bloody Valentine-t, a Concert for Aliens-t és a My Ex's Best Friend-et.
2020 augusztusában Baker megnyitotta a 27 Club Coffee kávézót, Clevelandben. 2020. szeptember 29-én kiadott egy videóklipet a Drunk Face dalhoz, amelyet a Forget Me Too követett 2020. október 22-én. Baker rendezte a Mod Sun, Karma című dalának videóklipjét. 2020. november 22-én, miután fellépett az AMA-n, bejelentette, hogy a Tickets to My Downfall-ból filmet fognak készíteni Downfalls High címen és 2021 januárjában fog megjelenni. Baker és Barker voltak a film narrátorai. 2020. november 30-án Yungblud bejelentette, hogy ki fog adni egy dalt acting like that címen, Bakerrel és Barkerrel.
2021. január 15-én Baker a Facebookon adta ki a Downfalls High-t, majd 18-án a YouTube-on. A film főszereplői Chase Hudson és Sydney Sweeney. Baker leírása szerint "a Grease pop-punk verziója". Iann Dior, Phem, Jxdn, és Trippie Redd szintén megjelenik a filmben.
2021. március 12-én kiadott egy kislemezt DayWalker címen Corpse Husbanddel. 2022 augusztusában saját kiállítása nyílt a clevelandi Rock & Roll Hírességek Csarnokában.

## Színészi karrier
Baker színészi karrierjét a Beyond the Lights (2014) romantikus drámában kezdte meg, ahol egy Kid Culprit nevű rappert játszott. 2016-ban négy további filmben szerepelt, többek között a The Land-ben (producer: Nas). Ugyanebben az évben visszatérő szereplő volt a Roadies sorozatban, Wes szerepében. A 2018-as Madarak a dobozban Netflix-filmben Felix-et játszotta. A 2019-es Mötley Crüe: Mocskos rock'n'roll drámában Tommy Lee szerepét töltötte be. A 2020-as Staten Island királya című filmben mellékszereplőként tűnik fel egy már szinte cinikusan vicces szerepben egy tetoválóműhely tulajdonosaként.

## Magánélete

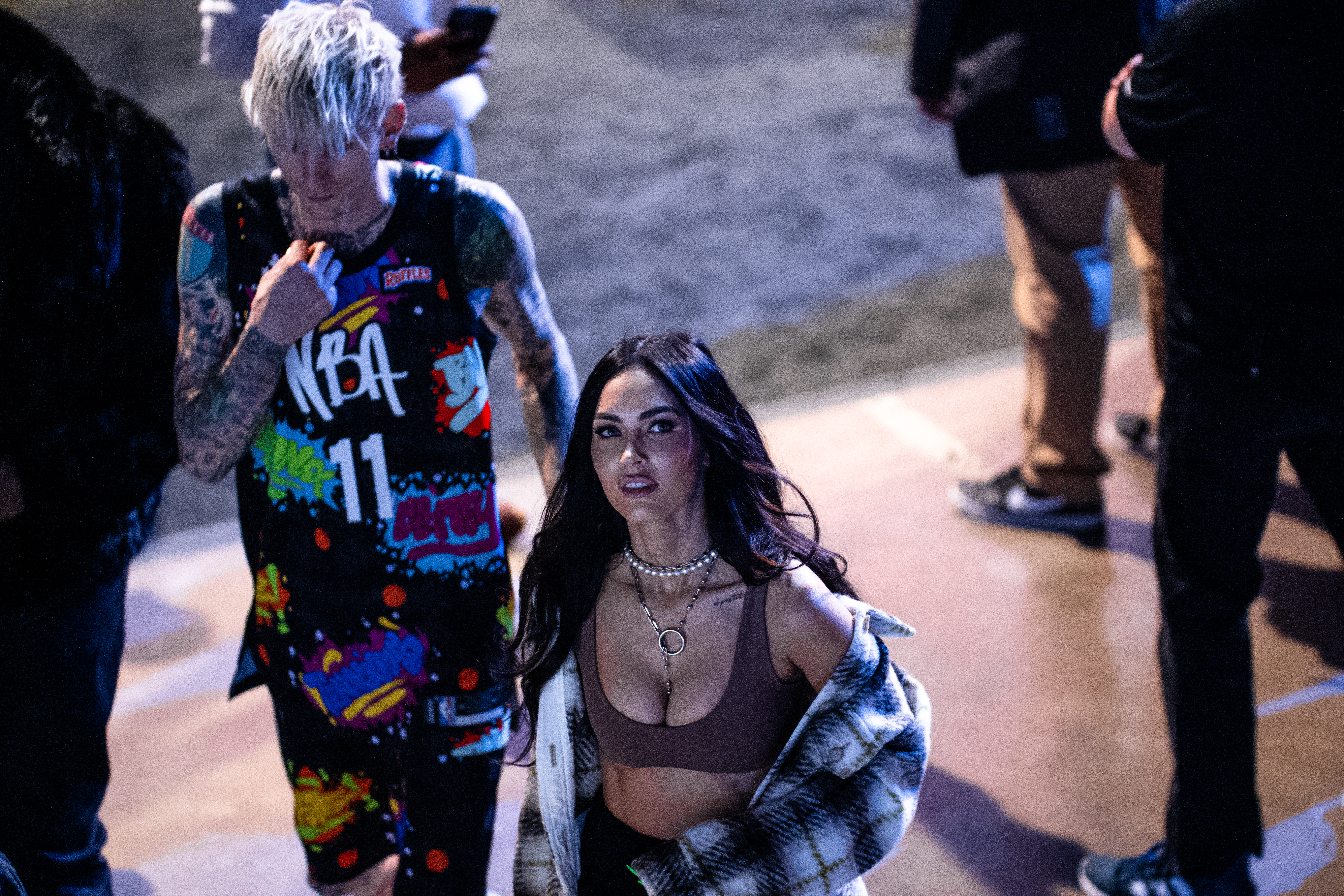
Baker és Megan Fox a 2022-es NBA All Star-gálán

Bakernek egy lánya van, Casie Colson Baker, aki 2009 júliusában született.
Napi szinten használ marihuánát, elmondása szerint "a boldogság egy forrása és egy lehetőség, hogy az ember egy kicsit több szeretetet érezzen". 2020 novemberében elmondta, hogy Adderall-függő és kezelés alatt áll.
Baker elmondása szerint, hogy legfontosabb inspirációi Eminem és DMX, illetve rockegyüttesek közül a Guns N' Roses és a Blink-182. Anarchistának tartja magát.
Jelenlegi partnere Megan Fox, amerikai színésznő.

## Együttesének tagjai
- AJ Tyus – gitár (2017–)[50]
- Steve "Baze" Basil – basszusgitár, billentyűk (2017–)[50]
- Brandon "Slimxx" Allen – billentyűk, háttérének (2017–)[50]
- JP "Rook" Cappelletty – dobok (2017–)[51]
- Travis Barker – dobok (2019–)[52]

## Diszkográfia

### Stúdióalbumok
- Lace Up (2012)
- General Admission (2015)
- Bloom (2017)
- Hotel Diablo (2019)
- Tickets to My Downfall (2020)
- Mainstream Sellout (2022)

### Mixtape-ek
- Stamp of Approval (2007)
- Homecoming (2009)
- 100 Words and Running (2010)
- Lace Up: The Mixtape (2010)
- Rage Pack (2011)
- EST 4 Life (2012)
- Black Flag (2013)
- Fuck It (2015)

### Középlemezek
- Half Naked & Almost Famous (2012)
- Binge (2018)

## Filmográfia

### Filmek
| Év   | Magyar cím                       | Eredeti cím                 | Szerep                    | Magyar hang    |
| ---- | -------------------------------- | --------------------------- | ------------------------- | -------------- |
| 2014 |                                  | Beyond the Lights           | Kid Culprit               |                |
| 2016 |                                  | Punk's Dead                 | Crash                     |                |
| 2016 | Idegpálya                        | Nerve                       | Ty                        | Suhajda Dániel |
| 2016 |                                  | Viral                       | CJ                        |                |
| 2016 |                                  | The Land                    | Slick                     |                |
| 2018 | Madarak a dobozban               | Bird Box                    | Felix                     |                |
| 2019 | A nagybetűs kamaszkor            | Big Time Adolescence        | Nick                      | Czető Roland   |
| 2019 | Elrabolt világ                   | Captive State               | Jurgis                    | Király Dániel  |
| 2019 | Mötley Crüe: Mocskos rock'n'roll | The Dirt                    | Tommy Lee                 |                |
| 2020 | Project Power: A por ereje       | Project Power               | Newt                      | Moser Károly   |
| 2020 | Staten Island királya            | The King of Staten Island   | Tetoválószalon-tulajdonos |                |
| 2021 |                                  | The Last Son                | Cal / Lionel              |                |
| 2021 | Hajsza egy gyilkos után          | Midnight in the Switchgrass | Calvin                    | Moser Károly   |
| 2022 | Mindörökké Jackass               | Jackass Forever             | önmaga                    | Czető Roland   |
| 2022 |                                  | Jackass 4.5                 | önmaga                    |                |
| 2022 |                                  | Taurus                      | Cole                      |                |
| 2022 | Jó gyászolást ;)                 | Good Mourning               | London                    |                |
| 2022 |                                  | One Way                     | Freddy                    |                |
| 2024 | Jackpot!                         | Jackpot!                    | önmaga                    | Ágoston Péter  |

### Televízió
| Év      | Cím            | Szerep             | Jegyzetek                          |
| ------- | -------------- | ------------------ | ---------------------------------- |
| 2012–15 | WWE Raw        | Önmaga             | 2 epizódban                        |
| 2013    | Guy Court      | Önmaga             | A "Sweepstakes" epizódban          |
| 2014    | Unsung         | Önmaga             | A "Bone Thugs-n-Harmony" epizódban |
| 2015    | Kamureg        | Önmaga             | A "Hundra & Emily" epizódban       |
| 2015    | Ridiculousness | Önmaga             | A "Machine Gun Kelly" epizódban    |
| 2016    | Roadies        | Wesley "Wes" Mason | 10 epizódban                       |

### Internet
| Év   | Cím            | Szerep | Jegyzetek                   |
| ---- | -------------- | ------ | --------------------------- |
| 2021 | Downfalls High | Önmaga | rendező, executive producer |

## Díjak
| Év   | Díjátadó                  | Díj                          | Jelölt                         | For.   |
| ---- | ------------------------- | ---------------------------- | ------------------------------ | ------ |
| 2009 | Ohio Hip Hop Awards       | Legjobb előadó élőben        | Machine Gun Kelly              | [ 54 ] |
| 2010 | Ohio Hip Hop Awards       | Legjobb előadó élőben        | Machine Gun Kelly              | [ 55 ] |
| 2010 | Ohio Hip Hop Awards       | Legjobb előadó élőben        | Machine Gun Kelly              | [ 55 ] |
| 2010 | Ohio Hip Hop Awards       | Legjobb videóklip            | Alice in Wonderland            |        |
| 2011 | Ohio Hip Hop Awards       | Legjobb mixtape előadó       | Machine Gun Kelly              | [ 56 ] |
| 2011 | Ohio Hip Hop Awards       | Legjobb mixtape              | Lace Up                        | [ 56 ] |
| 2011 | Ohio Hip Hop Awards       | Legjobb férfi előadó         | Machine Gun Kelly              | [ 56 ] |
| 2011 | Ohio Hip Hop Awards       | Az év videója                | Cleveland                      | [ 56 ] |
| 2012 | Ohio Hip Hop Awards       | Legjobb nemzeti előadó       | Machine Gun Kelly              | [ 57 ] |
| 2012 | Ohio Hip Hop Awards       | Legjobb közreműködés         | Police                         | [ 57 ] |
| 2012 | MTV Europe Music Awards   | US Artist About To Go Global | Machine Gun Kelly              | [ 58 ] |
| 2012 | MtvU Woodie Awards        | Breaking Woodie              | Machine Gun Kelly              | [ 13 ] |
| 2013 | MtvU Woodie Awards        | Woodie of the Year           | Machine Gun Kelly              | [ 59 ] |
| 2014 | Ohio Hip Hop Awards       | National Noise Maker         | Machine Gun Kelly              | [ 60 ] |
| 2014 | Ohio Hip Hop Awards       | Legjobb nemzeti videóklip    | Mind of a Stoner               | [ 60 ] |
| 2014 | Ohio Hip Hop Awards       | Legjobb nemzeti közreműködés | Mind of a Stoner               | [ 60 ] |
| 2017 | Radio Disney Music Awards | Legjobb közreműködés         | Bad Things (Camila Cabelloval) | [ 61 ] |
| 2020 | MTV Video Music Awards    | Legjobb alternatív           | Bloody Valentine               | [ 62 ] |

## További információ
- Hivatalos oldal
- Machine Gun Kelly a Facebookon
- Machine Gun Kelly az Internetes Szinkronadatbázisban (magyarul)
- Machine Gun Kelly az Internet Movie Database-ben (angolul)
- Machine Gun Kelly a Rotten Tomatoeson (angolul)